# Glitter (trilha sonora)
Glitter é a trilha sonora do filme de mesmo nome e o oitavo álbum de estúdio da cantora norte-americana Mariah Carey, lançado primeiramente no Japão em 18 de agosto de 2001 pela Virgin Records, sendo distribuído posteriormente ao redor do mundo no mês seguinte. O álbum difere-se de qualquer um de seus trabalhos anteriores, concentrando-se fortemente na recriação da música disco dos anos 80 para acompanhar o tema do filme, ambientado em 1983. Para produzir o disco, a cantora juntou-se a produtores como a dupla Jimmy Jam e Terry Lewis e DJ Clue, com quem produziu a maior parte do álbum. Glitter também apresentou uma série de artistas convidados, como Eric Benét, Ludacris, Busta Rhymes, Fabolous e Ja Rule.
Na época de seu lançamento, Glitter foi recebido com opiniões mistas. Embora tenha sido elogiado pelas suas baladas, também foi alvo de críticas pela quantidade de participações especiais no álbum, bem como o tema inspirado na década de 1980, que mostrou-se falho por críticos. No entanto, análises retrospectivas foram positivas, com muitas dizendo o quanto o disco foi injustamente criticado. Mundialmente, a trilha sonora foi vista como um fracasso comercial. O álbum estreou na sétima posição na parada oficial de álbuns norte-americana Billboard 200, tendo a pior vendagem de um álbum da cantora em sua primeira semana de lançamento; seu baixo desempenho levou à anulação do contrato de Carey com a Virgin. Glitter converteu-se em um dos álbuns menos vendidos na carreira da artista, com vendas estimadas em 5.9 milhões de cópias em todo o mundo.
Quatro singles foram lançados para divulgar Glitter: o primeiro, "Loverboy", alcançou o segundo lugar na Billboard Hot 100 após a redução de seu preço, e tornou-se o single mais vendido de 2001 nos Estados Unidos, apesar de não ter conseguido o mesmo sucesso de singles anteriores de Carey. Internacionalmente, a canção ficou fora das vinte primeiras colocações de paradas musicais. Os singles posteriores, "Never Too Far", "Don't Stop (Funkin' 4 Jamaica)" e "Reflections (Care Enough)", este último lançado apenas no Japão, não conseguiram fazer sucesso significativo em qualquer tabela. Cerca de duas décadas após seu lançamento, Glitter passou a receber elogios dos críticos contemporâneos e começou a ser visto como um clássico cult.

## Antecedentes e desenvolvimento
"Eu trabalhei muito muito duro por muitos muitos anos e nunca fiz uma pausa, e no ano passado eu fiquei muito exausta e acabei não me sentindo bem física e emocionalmente. Eu aprendi um pouco mais sobre como trabalhar duro, mas também como ter saúde e cuidar de mim mesma, e agora, em geral, na minha vida, estou em uma situação muito boa e feliz."

—Carey sobre ter ficado afastada da promoção de Glitter devido ao seu esgotamento físico.
Após o termino das atividades promocionais de Butterfly, Carey começou a trabalhar em um projeto de filme e trilha sonora, intitulado All That Glitters. No entanto, durante esse período, sua gravadora Columbia Records pressionou-a para lançar uma compilação de grandes sucessos, em tempo para a temporada de férias em novembro. Consequentemente, a cantora deixou de trabalhar em All That Glitters, e #1's foi lançado em novembro de 1998. Carey colocou o projeto novamente em espera para gravar seu álbum Rainbow em 1999, e posteriormente quis terminar o projeto de All that Glitters. Carey e seu agora ex-marido Tommy Mottola, chefe da Columbia, não tinham um bom relacionamento profissional ou pessoal. Mottola queria Carey fora da gravadora e ela queria sair; no entanto, ela ainda devia mais um álbum à Columbia para cumprir seu contrato. A Virgin Records interveio e ofereceu pagar à Columbia 20 milhões de dólares para deixar Carey rescindir seu contrato mais cedo, para que eles pudessem contratá-la por um contrato de 100 milhões.
Após assinar contrato com a Virgin, Carey pretendia concluir o projeto do filme e da trilha sonora. Como parte de seu contrato de cinco álbuns, ela recebeu total controle criativo sobre a obra. Ela optou por gravar um álbum parcialmente misturado com disco com influência dos anos 1980 e outros gêneros semelhantes, para combinar com o cenário do filme, que era ambientado em 1982. À medida que a data de lançamento se aproximava, o título do filme e do álbum foram alterados de All That Glitters para Glitter.

## Estilo musical
Musicalmente, Glitter é notavelmente diferente de qualquer álbum que Carey havia escrito ou gravado, tendo influência da década de 1980. Devido ao filme ser ambientado em 1982, a trilha sonora consistiu na recriação do som da época, e incorporou as baladas pelas quais Carey era conhecida. Embora alguns críticos tenham favorecido o estilo retrô do álbum e a inclusão de várias amostras, muitos sentiram que ele não era original, e que seu excesso de artistas convidados ofuscou a cantora. Em uma entrevista com a MTV News, Carey descreveu o conteúdo do álbum, bem como suas influências para fazê-lo:

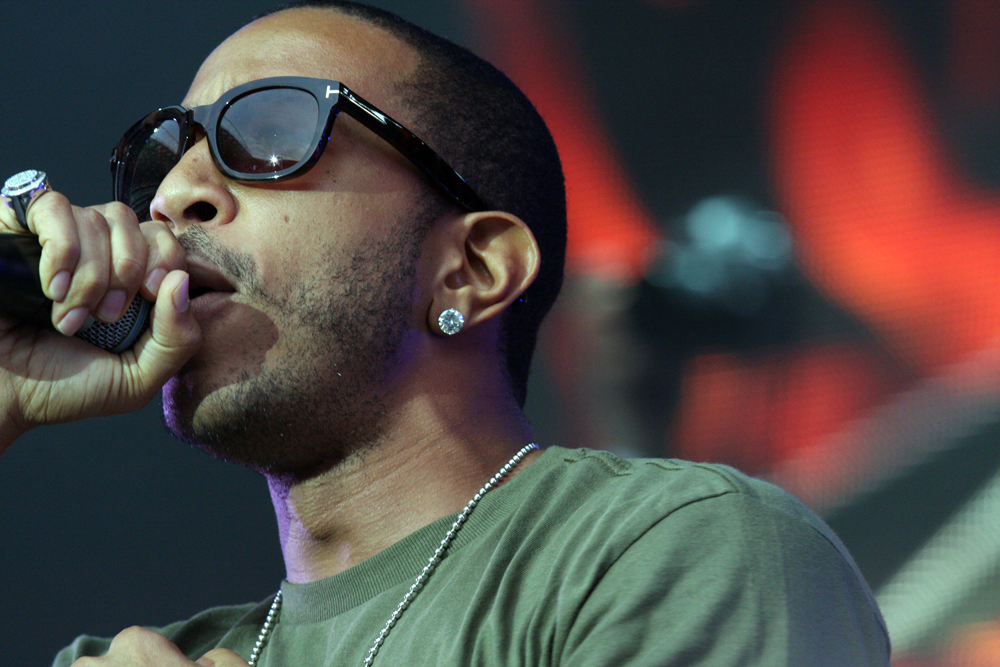
Ludacris fez uma participação no remix de "Loverboy".

| “ | Há canções que, definitivamente, vão levar as pessoas para o passado e fazê-las dizer: 'Ei, cara, esta canção é dos anos 80 - eu a adorava enquanto eu estava crescendo'. Ou pessoas que nunca ouviram as canções antes, dirão algo como: 'Isto é legal'. Quando você ver o filme, verá as canções de andamento acelerado e as versões cover, e como teriam soado nos anos 80, mas o álbum está do jeito que eu queria, e as baladas podem ser como canções de um álbum de Mariah Carey. | ” |

Servindo como primeiro single do projeto, "Loverboy" apresenta uma amostra da canção "Candy" do grupo americano Cameo, que interpola a melodia do refrão e a introdução da instrumental. Além da amostra de "Candy" como a base musical para "Loverboy", Cameo participa da canção. Liricamente, a protagonista da canção fantasia um namorado ideal, e faz insinuações sexuais: "Namorado venha cá e me ame/Me dê mais". A letra da canção e seus vocais foram descritos como "super sexuais" por Sal Cinquemani da revista Slant, quando esta é colocada em comparação com o trabalhos anteriores da cantora. A versão remix oficial de "Loverboy", que contém versos rap de Ludacris e Da Brat, também foi incluída na lista de faixas de Glitter. A canção "Never Too Far", o segundo lançamento do álbum, foi escrita e produzida por Carey e Jimmy Jam e Terry Lewis. Descrita como uma "canção de amor adulto contemporânea", há trechos da canção em que Carey canta: "É muito doloroso falar sobre isso, então eu guardo comigo/Então meu coração pode se consertar e ser corajoso o suficiente para amar de novo", referindo-se às emoções sentidas pela protagonista no filme. Em sua instrumental primária, "Never Too Far" contém "uma base de cordas sintetizadas, bateria suave e guitarra espanhola", e incorpora violino e notas de teclado antes de seu primeiro verso. O terceiro single de Glitter, "Don't Stop (Funkin' 4 Jamaica)", foi composta por Carey e DJ Clue, e interpola a canção "Funkin' for Jamaica (N.Y.)", de Tom Browne. Com a participação do rapper Mystikal, sua letra contém insinuações sexuais, com Mystikal declarando: "Não há nada que você poderia fazer com um homem/Exceto mexer seu traseiro e bater palmas", enquanto Carey responde: "Não pare a-mooor, é êx-ta-see/Deixe-me mais para cima. O quarto e último single de Glitter, "Reflections (Care Enough)" foi escrita pela cantora e Pierre Philippe, e lançada como single no final de 2001. Liricamente, a protagonista da canção lamenta o "fim de um relacionamento". Além disso, durante seu gancho, Carey "misteriosamente" refere-se ao aborto: "Você poderia ter tido a decência/De ter desistido de mim/Antes de você me dar a vida", sobre a protagonista do filme ter sido abandonada por sua mãe quando criança. Cinquemani sentiu que a canção tinha uma reminiscência das baladas de Carey do início de sua carreira, e declarou que a canção tinha uma "beleza simples". Escrita e poruzida pela cantora e Walter Afanasieff em 1997, "Lead the Way" foi uma faixa não utilizada no álbum Butterfly. A balada foi a última canção composta pela dupla, pois eles acabaram a parceria após terem terminado a música, devido às diferenças criativas. Apesar ter sido escrita em 1997, a canção foi gravada em 2000, quando a cantora começou a trabalhar em Glitter. Começando com uma clássica e simples introdução de piano, Carey começa a canção com vocais suaves e soprosos, eventualmente levando-a a um clímax vocal, no qual ela segura uma nota por 18 segundos, sua mais longa registrada. Ela descreveu-a como a canção com um dos seus "melhores desempenhos vocais", bem como uma de suas "canções favoritas". Em uma entravista com a MTV News, Carey falou sobre Glitter bem como sobre "Lead the Way":
| “ | Para mim, Glitter é um dos meus melhores álbuns. Muitos ficaram confusos, sem saber se era uma trilha sonora ou um álbum ou o quê. Há uma canção chamada "Lead the Way", que eu cantei em Ally McBeal, e está saindo em janeiro. É uma daquelas baladas que parece lembrar "Vision of Love" a quem segue minha carreira, e esta é uma das minhas canções favoritas do álbum. Ele também tem [canções] aceleradas e divertidas. A coisa legal para mim é poder ligar "Never Too Far" a "Hero". Com Greatest Hits sendo lançado, poder ligá-las uma a outra é quase como um círculo. | ” |

A versão de Carey para a canção de 1982 do grupo Indeep, "Last Night a D.J. Saved My Life", foi uma das canções do álbum destinada para discotecas. Contém participação especial dos rappers Fabolous e Busta Rhymes, e teve letras adicionais compostas por Carey e DJ Clue, sendo produzida pelos mesmos. "Twister", outra balada do álbum, atraiu fortes comparações com os trabalhos anteriores da cantora. A letra da canção é relacionada ao suicídio da cabeleireira e amiga de Carey, Tonjua Twist. De acordo com Carey, Twist suicidou-se na primavera de 2000, e era conhecida por sua alegria de vida e sua capacidade de deixar as pessoas à vontade. Chris Chuck do Daily News descreveu a letra da canção como "um delicado réquiem para uma amiga perdida para o suicídio" e sentiu que era "a única canção memorável do álbum". Avaliando alguns trechos da letra da canção, David Browne do Entertainment Weekly achou que ao invés de estar referindo-se ao suicídio de sua amiga, Carey falava sobre seu próprio suicídio, referindo-se aos eventos que estavam ocorrendo durante a época de lançamento do álbum. "Didn't Mean to Turn You On" é uma versão da canção lançada em 1984 pela cantora Cherelle, com o mesmo título. Além da amostragem pesada do gancho e da letra, Carey, que produziu a canção ao lado de Jimmy Jam e Terry Lewis, acrescentou notas de teclado e sintetizadores para melhorar sua apelação para ser uma canção para discotecas. Na canção, Carey canta: "Eu apenas estava tentando ser legal/apenas tentando ser legal/Entãooooo, eu não tive a intenção de lhe deixar afim". Em "Want You", o cantor americano Eric Benét canta com Carey, enquanto a letra da canção sugere a exploração das fantasias de um dormitório.

### Controvérsia

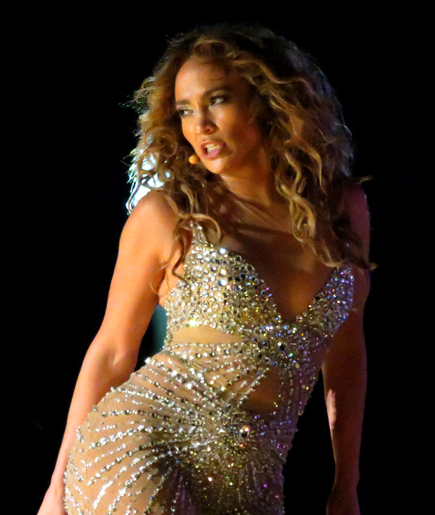
O uso de uma amostra da canção "Firecracker" no álbum J.Lo (2001), de Jennifer Lopez (imagem), gerou um pequeno dilema entre ela e Carey.

Durante o ano de 2000, Carey já havia escrito e gravado canções para Glitter. Durante este período, ela desenvolveu o conceito do primeiro single do álbum, "Loverboy". Originalmente, Carey iria usar amostras da melodia e do gancho da canção "Firecracker", da banda Yellow Magic Orchestra, usando uma interpolação de todo o refrão e introdução. Carey havia terminado o seu contrato com a Sony Music Entertainment, cujo dono era seu ex-marido Tommy Mottola, quando a cantora Jennifer Lopez assinou para uma de suas gravadoras subsidiárias, a Epic Records. Lopez havia começado a gravar material para o seu álbum J. Lo (2001). De acordo com Irv Gotti, da The Inc. Records, Mottola sabia que a amostra de "Firecracker" iria ser usada pela cantora, e quis que Lopez usasse a mesma amostra antes dela. Na época, Mariah tornou-se cada vez mais paranóica sobre executivos de fora de sua gravadora sendo informados sobre Glitter, especialmente após a notícia de "roubo" de sua ideia por Lopez. Quando os publicadores de "Firecracker" foram perguntados sobre isto, eles declararam que Carey havia feito o pedido para usar a amostra antes de Lopez, que pediu mais de um mês depois, por intervio de Mottola. Após o escândalo, Carey não usou a amostra desejada, pois o álbum de Lopez seria lançado muito antes do que Glitter. Posteriormente, ela mudou a composição de "Loverboy", e incorporou uma nova amostra, "Candy" do grupo Cameo. Segundo Gotti, Mottola entrou em contato com ele com instruções para criar uma canção que soasse exatamente como outra faixa de Glitter, "If We", com os rappers Ja Rule e Nate Dogg. A amostra de "Firecracker" acabou por ser utilizada por Lopez na canção "I'm Real", do seu álbum J.Lo.

## Divulgação

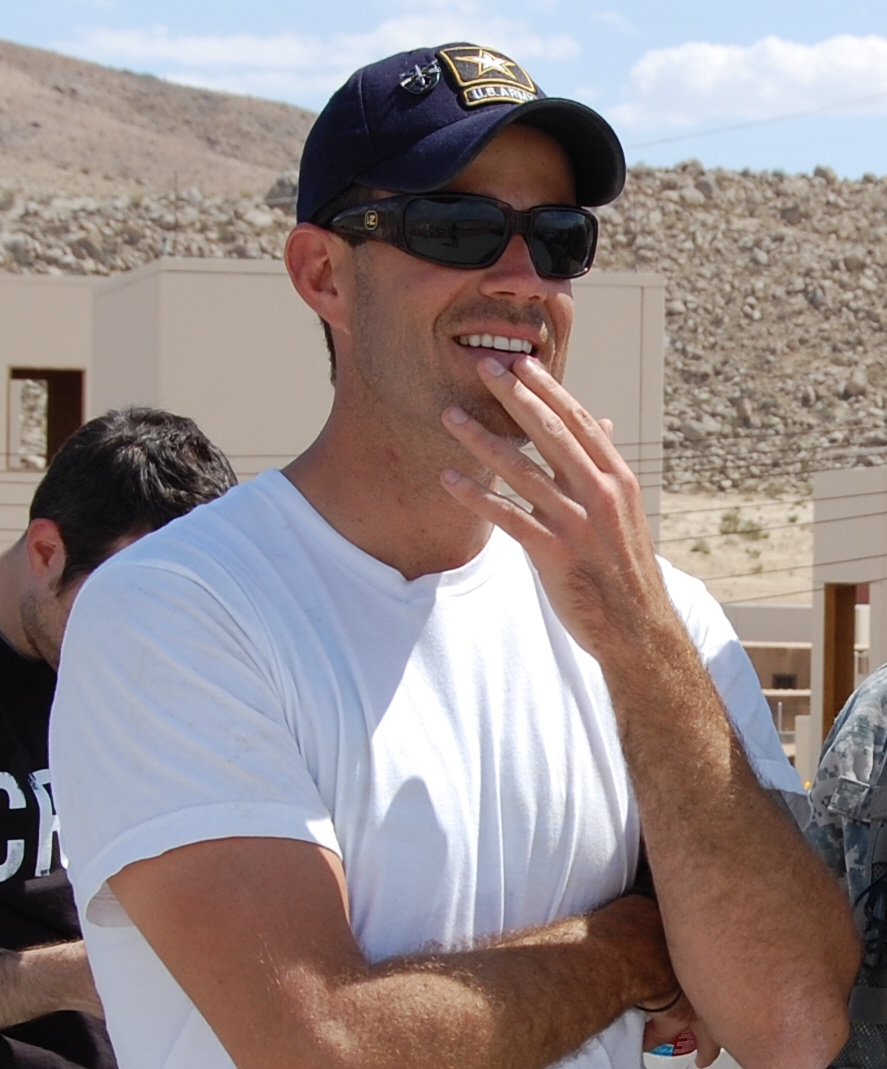
Para divulgar Glitter, Carey fez uma aparição no programa de Carson Daly.

Carey fez várias aparições públicas para promover a trilha sonora. Em 19 de julho de 2001, ela fez uma aparição surpresa no programa da MTV americana Total Request Live (TRL) para promover "Loverboy". Carey começou a cantar "Loverboy" a capella atrás de uma cortina. Enquanto o apresentador do programa Carson Daly questionava-se sobre o que estava acontecendo, ela entrou no palco empurrando um carrinho de sorvetes, e vestindo apenas uma camisa cinza escrito "Loverboy". Aparentemente ansiosa e eufórica, Carey começou a dar os sorvetes para seus fãs e convidados do programa, enquanto acenava para um grupo de fãs que estava na Times Square, observando-a. Então, a cantora caminhou para a plataforma onde Daly estava e começou a fazer um strip-tease, tirando a camisa e revelando um conjunto amarelo e verde, e começou a dizer frases estranhas e sem sentido, como "Eu só quero tirar um dia para poder nadar e tomar sorvete e olhar para o arco-íris. E talvez aprender como andar de bicicleta", ou "Você é minha terapia agora, Carson. Todos precisam de um pouco de terapia, e hoje é o meu momento". A aparição de Carey no TRL causou fortes críticas da mídia, com muitos críticos e jornais citando seu comportamento como "perturbado" e "errático". Dias após a sua aparição no TRL, Carey começou a exibir novamente um "comportamento errático" durante outra aparição para promover "Loverboy", diante de um público recorde na loja Tower Records, em Nova Iorque. Alguns dias depois, Carey começou a postar mensagens de voz estranhas em sua página oficial:
| “ | Eu estou tentando entender as coisas da vida agora e então eu realmente sinto que eu não deveria estar fazendo música agora. O que eu gostaria de fazer é apenas uma pequena pausa ou pelo menos ter uma noite de sono sem alguém aparecendo para me incomodar para gravar um vídeo. Tudo o que eu realmente quero é ser apenas eu e é isso que eu deveria ter feito em primeiro lugar... Eu não falo muito sobre isto, mas acho que, eu não cuido de mim. | ” |

Carey ainda iria participar da comemoração do vigésimo aniversário da MTV, Live and Almost Legal em 1º de agosto, mas 5 dias antes, ela foi hospitalizada em um hospital em Connecticut citando "cansaço extremo" e "colapso físico e emocional". Carey ficou hospitalizada e sob cuidados médicos por duas semanas, e permaneceu sem ser vista pelo público por um tempo prolongado. Em 22 de outubro de 2001, Carey fez sua primeira apresentação ao vivo depois de sua internação, com "Last Night a DJ Saved My Life" no VH1/Vogue Fashion Awards. Uma porta no palco se abriu para revelar a cantora em cima de uma motocicleta e desceu enquanto Fabolous dizia suas rimas. Carey, em um vestido preto e sutiã visível, desfilou com os rappers convidados da canção, enquanto um bando de homens musculosos vestidos com smoking pretos sem mangas, gravatas borboleta e chapéus Kangol correspondentes permaneciam em uma pista iluminada. Carey lançou em dezembro de 2001 um single para as vítimas do 11 de setembro, "Never Too Far/Hero Medley". Ela apresentou o medley no Radio Music Awards de 2001, e no evento beneficente United We Stand: What More Can I Give, onde ela também cantou o single colaborativo "What More Can I Give". Em novembro de 2001, a cantora gravou um especial de natal intitulado A Home For The Holidays With Mariah Carey, que foi ao ar em 21 de dezembro do mesmo ano, O especial teve apresentações adicionais de Destiny's Child, Josh Groban, Enrique Iglesias e Mandy Moore. Carey apresentou "Never Too Far/Hero", "Reflections (Care Enough)" e "I'll Be There". Carey apresentou "Lead the Way" em uma boate na série da FOX, Ally McBeal, no episódio "Playing With Matches" que foi ao ar em 7 de janeiro de 2002.

## Lançamento
Em 9 de agosto de 2001, a 20th Century Fox e a Virgin Records anunciaram o adiamento do filme e de sua trilha sonora devido a internação da cantora. Foi dito que o projeto seria adiado por três semanas, com o lançamento da trilha sonora de 21 de agosto para 11 de setembro, e o filme, de 31 de agosto para 21 de setembro, respectivamente. Glitter acabou sendo lançado no mesmo dia dos ataques terroristas de 11 de setembro de 2001. Em 2005, Carey fez comentários específicos sobre a data de lançamento: "Eu o lancei em 11 de setembro de 2001. Os programas de entrevistas precisavam de algo para se distrair do 11/09. Tornei-me um saco de pancadas. Eu estava tão bem sucedida que me deixaram triste, porque o meu álbum foi o número 2 em vez do número 1. A mídia riu de mim e me atacou. Glitter foi à frente de seu tempo. Hoje está "na moda" fazer música dos anos 80."

## Recepção

### Análise da crítica
| Críticas profissionais | Críticas profissionais |
| Pontuações agregadas   | Pontuações agregadas   |
| Fonte                  | Avaliação              |
| ---------------------- | ---------------------- |
| Metacritic             | 59/100                 |
| Avaliações da crítica  |                        |
| Fonte                  | Avaliação              |
| Allmusic               | [ 7 ]                  |
| Billboard              | (mista)                |
| Boston Herald          | (mista)                |
| Daily News             | [ 9 ]                  |
| Entertainment Weekly   | (C)                    |
| The Free-Lance Star    | (favorável)            |
| Los Angeles Times      | [ 40 ]                 |
| Rolling Stone          | [ 41 ]                 |
| Slant Magazine         | [ 12 ]                 |
| USA Today              | [ 42 ]                 |

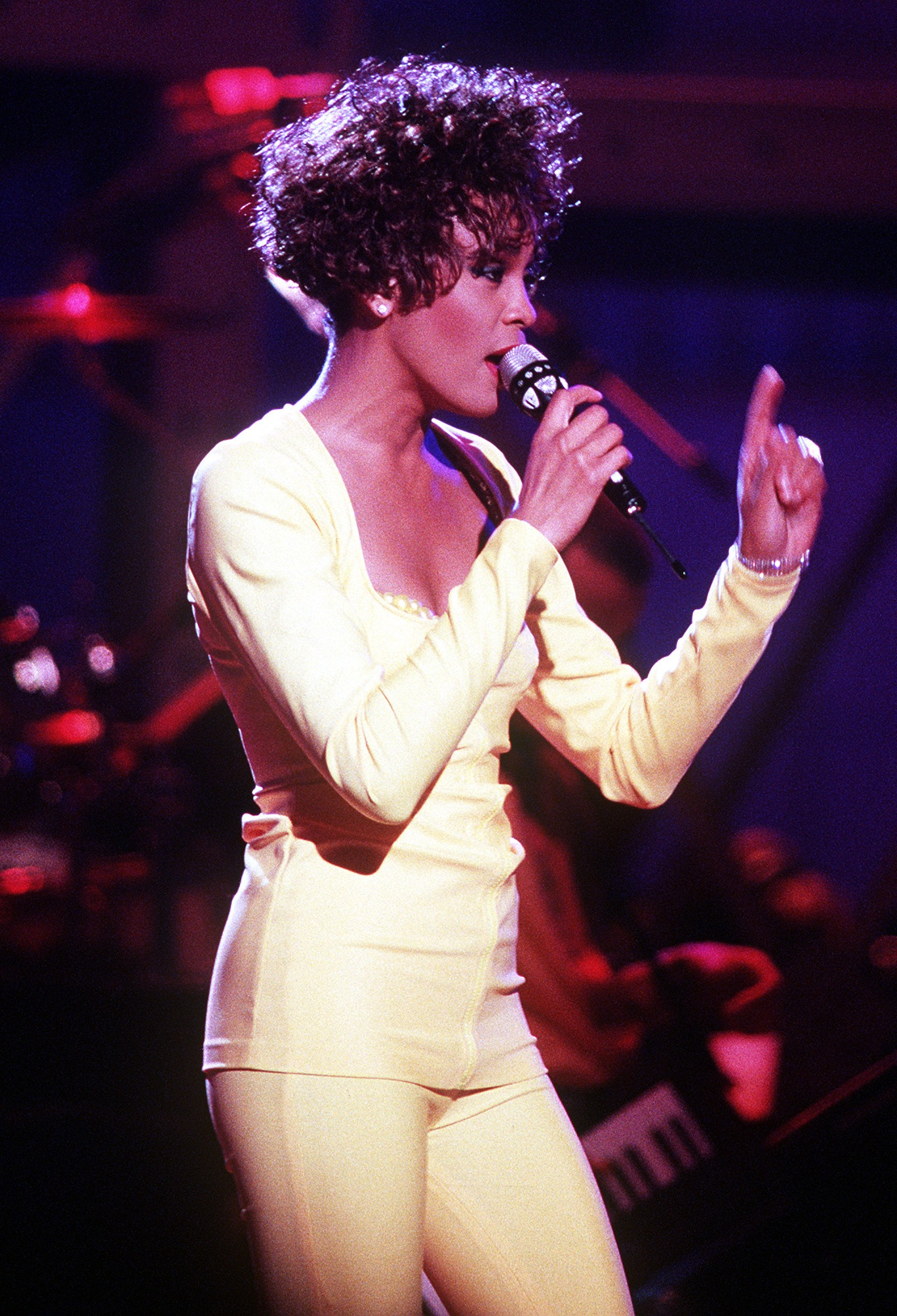
Glitter foi comparado ao álbum The Bodyguard, de Whitney Houston.

Depois de seu lançamento, Glitter recebeu análises mistas. Os críticos musicais sentiram que pelo excesso de músicos convidados, Carey foi ofuscada ao longo do álbum. Além disso, muitos criticaram o tema sobre a década de 1980, e sentiram que ele foi mal conceituado. No website Metacritic, que calcula a média das opiniões profissionais em uma pontuação numérica, o álbum recebeu 59 pontos de uma escala que vai até 100, indicando "críticas mistas ou médias". Stephen Thomas Erlewine, do Allmusic deu ao álbum apenas uma estrela de um total de cinco, chamando a obra de um "colapso total - o equivalente pop de Chernobil". Michael Paoletta da revista Billboard foi menos crítico, definindo o álbum como um "pequeno passo em falso em uma carreira estelar". Sarah Rodman, do The Boston Herald deu a Glitter uma resenha mista, elogiando as canções escritas e a voz de Carey, embora criticando o excesso de músicos convidados. Apesar de ter criticado a quantidade excessiva de participações, Rodman escreveu: "os artistas contribuem principalmente para distração, auto-promoção e tudo que Carey poderia ter tido de melhor, seu álbum mais emocional e maduro até agora". O editor da Daily News, Chuck Campley avaliou a obra com duas estrelas e meia de um total de cinco, e escreveu: "Talvez isto deve ter sido o melhor que Mariah Carey conseguiu fazer sob seu estado clínico atual, mas Glitter precisava ser mais trabalhado". David Browne da Entertainment Weekly deu ao álbum uma revisão mista, criticando a abundância de rappers e descrevendo os vocais da cantora como "ruins" em várias faixas. Concluindo sua resenha com uma nota ruim, Browne escreveu: "Glitter é uma bagunça, mas seu gênero faz com ele que seja um álbum conceitual".
Heather Vaughn da revista The Free Lance-Star deu a Glitter uma revisão positiva, elogiando as canções dançantes e as baladas do álbum. Concluindo sua resenha, Vaughn declarou: "[Glitter] parece com os outros álbuns da cantora, mas com mais toques dos anos 80. As baladas realmente lhe deixam ouvir sua voz impressionante como realmente é". Natalie Nichols, do Los Angeles Times, classificou Glitter com duas de quatro estrelas. Nichols chamou os covers do álbum de "mornos e sem sentido", e concordou que Carey havia sido ofuscada pelos rappers que foram convidados. Rob Sheffield da revista Rolling Stone deu ao álbum três de cinco estrelas, dizendo que as baladas continham "zero de melodia e emoção". Por outro lado, Sheffield elogiou Glitter, mas sentiu que não conseguiu ter o sucesso ou qualidade que Carey precisava ter em seu filme e trilha sonora de estreia. Ele concluiu sua resenha comparando o álbum com The Bodyguard (1992), trilha sonora do filme de mesmo nome, estrelado por Whitney Houston. "Mariah ainda não encontrou sua canção tema, que faça as pessoas lembrarem de sua voz. Glitter é bom o suficiente para fazer você esperá-la encontrar. Não é tarde demais, ainda. Whitney era uma veterana quando ela atingiu seu auge com The Bodyguard". Sal Cinquemani, da revista Slant classificou Glitter com três de cinco estrelas, escrevendo: "As faixas são imundadas com tantas participações que seu som torna-se confuso; as canções pop são tão estereotipadas que é difícil diferenciar uma da outra". Edna Gunderson, do USA Today avaliou o álbum com uma estrela e meia de quatro, criticando a imagem de Carey para o projeto, bem como os muitos artistas participantes.

### Desempenho comercial
Em termos comerciais, Glitter é um dos álbuns menos bem sucedidos de Carey até hoje. Estreando na sétima posição na Billboard 200, a obra vendeu 116 mil cópias na primeira semana, muito menos do que as 322 mil unidades vendidas de seu álbum anterior, Rainbow, em 1999. Glitter tem a pior posição de um álbum de Carey nos Estados Unidos, que antes pertencia ao seu álbum Emotions (1991), que chegou até a quarta posição. A obra permaneceu na parada por apenas oito semanas, e foi certificado platina pela Recording Industry Association of America (RIAA), por ter sido distribuído um milhão de unidades em todo o país. Em 2008, a Nielsen SoundScan estimou as vendas da obra em apenas 5,9 milhões cópias ao redor do mundo. Na parada de álbuns do Canadá, o álbum estreou na quarta posição em sua parada de álbuns, despencando para número dezenove na segunda semana de vendas. Na Alemanha, a obra ficou na parada musical do país por cinco semanas, entre 24 de setembro e 28 de outubro de 2001, e atingiu a sétima posição. Glitter entrou na parada de álbuns da Austrália na décima-terceira posição, sendo sua maior posição na parada. Ficando nela por apenas três semanas, o álbum fez saiu da parada na quadragésima posição em 23 de setembro. Do mesmo modo, na Áustria, Glitter chegou ao número quatorze, permanecendo na parada por apenas quatro semanas. Em apenas uma semana na parada da Dinamarca, Glitter ficou na décima-segunda posição. Na parada musical italiana, Glitter conseguiu a quinta posição, ficando na parada por quatro semanas.
Nos dois territórios da Bélgica, Glitter atingiu a décima colocação em Flandres, e a décima-primeira na Valônia, com um total de quatro semanas nos gráficos. Na França, a obra chegou ao número cinco em sua parada de álbuns, durante a semana de 15 de setembro de 2001. Após 17 semanas na parada, o álbum foi certificado Ouro pela Syndicat National de l'Édition Phonographique (SNEP), pela distribuição de mais de 150 mil unidades no país. As vendas francesas da obra são estimadas em 121 mil cópias. Na parada de álbuns holandesa, Glitter estreou na vigésima-sexta posição, durante a semana de 22 de setembro de 2001. Alcançando o pico de número doze na semana seguinte, Glitter permaneceu um total de seis semanas na parada. Na Nova Zelândia e Noruega, a obra chegou ao número onze, mantendo-se na parada de álbuns por quatro e uma semana, respectivamente. Na Suécia, Glitter atingiu a trigésima colocação, e ficou durante apenas duas semanas em sua parada musical. Na Suíça, o álbum chegou ao número sete, e manteve-se na parada por 10 semanas. A International Federation of the Phonographic Industry (IFPI) certificou a obra como Ouro na Suíça, por sua distribuições de mais de 20 mil cópias. Na UK Albums Chart datada em 22 de setembro de 2001, o álbum estreou na décima posição. Na semana seguinte, caiu para a vigésima-sétima posição, permanecendo na parada por mais uma semana. As vendas britânicas de Glitter são estimadas em mais de 54.634 unidades. No Japão, Glitter teve um grande sucesso comercial, estreando no topo da tabela de álbuns do país e vendendo mais de um 500 mil unidades em apenas um mês de lançamento. Em 2001, o álbum foi nomeado o "lançamento mais popular de um ato não-japonês" pela Sony Music Japan, com vendas de mais de 1,9 milhão de cópias em todo o país. De acordo com a Live Nation, Glitter vendeu mais de 5,9 milhões de unidades mundialmente. A cantora comentou sobre as vendas do disco, alegando que por ser uma trilha sonora, ele não deveria ser comparado aos seus outros álbuns, uma vez que "não se espera que trilhas sonoras (vendam) como outros discos de artistas".
Após o desempenho comercial de Glitter mostrar-se abaixo do esperado, bem como a publicidade negativa em torno da hospitalização da cantora, o contrato de Carey com a Virgin foi comprado por 50 milhões de dólares. Antes de sua saída da gravadora, as duas partes concordaram em usar a palavra "cancelado" quando perguntadas pela mídia sobre o negócio malsucedido. Menos de 24 horas após a divulgação do acordo, a Virgin fez outra declaração, dizendo que eles haviam "terminado" o contrato com Carey, bem como alegando ter-lhe pago 28 milhões de dólares para o término do contrato, muito menos do que o acordado. Os advogados de Carey ameaçaram processar a Virgin, com seu advogado Marshall Grossman chamando a ação da gravadora de "deplorável". Por sua vez, a gravadora respondeu que em termos de pagamentos para Carey, eles apenas listaram o dinheiro que eles deram à cantora para ela sair da gravadora, não incluindo os 21 milhões de dólares que já tinham pago a sob contrato para Glitter, totalizando 49 milhões de dólares. Além disso, alegaram que, embora não sigam os termos acordados, eles iriam contra processar os advogados de Carey por "difamação", após o comunicado de imprensa feito por ela. O assunto foi resolvido fora do tribunal, pois nenhuma das partes optou por levar o assunto ao sistema judicial. Logo depois, a cantora viajou para a ilha de Capri, Itália, permanecendo na localidade um período de cinco meses, escrevendo material para seu novo álbum, inspirado por todas as experiências pessoais que ela havia sofrido durante todo o ano de 2001. Ela também fundou seu próprio selo modelado com suas iniciais, a MonarC Entertainment, e assinou um novo contrato de três álbuns com a Island Records, no valor de mais de 23 milhões de dólares.

## Singles
A canção "Loverboy" foi lançada como o primeiro single de Glitter, em 16 de julho de 2001. A canção recebeu avaliações mistas, com os críticos tendo opiniões divergentes sobre a inclusão da amostra de "Candy". Tornou-se um dos singles de menor desempenho de Carey em paradas musicais até a data, primeiramente alcançando o número 60 na Billboard Hot 100. Após a divulgação da hospitalização de Carey, bem como a redução do preço do single pela gravadora, "Loverboy" conseguiu atingir a segunda colocação na parada. Apesar de ter sido impulsionado por altas vendas, seu airplay nas rádios permanecia fraco, devido à morna recepção dada pelos radialistas  devido ao seu som retrô. Devido à hospitalização da cantora e sua pouca promoção, "Loverboy" rapidamente caiu várias posições na parada. Fora dos Estados Unidos, a canção alcançou posições moderadas em paradas musicais, figurando entre as dez primeiras posições na Austrália e no Canadá, e nas vinte primeiras posições na Itália e no Reino Unido. O vídeo musical de "Loverboy" mostra Carey vestida com várias roupas curtas, patrulhando uma pista de corrida enquanto seu 'namorado' ganha a corrida. O vídeo foi notável por ter retratado a cantora de uma maneira mais sexual do que antes.
"Never Too Far", lançada como o segundo single do álbum em 14 de agosto de 2001, não fez um grande impacto nos Estados Unidos, alcançando apenas a posição 81 na Billboard Hot 100, também conseguindo fracas posições internacionalmente. A cantora não pôde filmar um vídeo para o single, pois ela ainda não estava em condições devido ao seu estado de saúde. Em vez disso, um vídeo foi criado usando uma cena retirada diretamente do filme Glitter, onde Billie Frank (interpretada por Carey) canta a canção no Madison Square Garden durante seu primeiro concerto. A apresentação de Frank é mostrada durante o segundo verso inteiro, e o desenvolvimento da canção corre paralelamente com a história de amor do filme. O terceiro lançamento do álbum, "Don't Stop (Funkin' 4 Jamaica)", foi lançado em 11 de setembro de 2001, mesmo dia do lançamento do disco. Obteve a mesma fraqueza em paradas musicais como "Never Too Far", apesar de receber mais rotação na MTV devido ao seu vídeo musical. Dirigido por Sanaa Hamri, ele mostra igarapés do sul dos Estados Unidos e variados estilos de vida, e apresenta Carey e o rapper Mystikal usando roupas e penteados sulistas. O último single lançado a partir da obra foi "Reflections (Care Enough)", que recebeu um lançamento limitado no Japão em 27 de setembro de 2001. Com um lançamento limitado por parte da gravadora e a ausência de um vídeo musical, a canção não conseguiu fazer muito sucesso.

## Legado
Quase duas décadas após seu lançamento, Glitter começou a atrair elogios dos principais críticos e desenvolveu seguidores cult. Kara Brown, de Jezebel, elogiou Glitter e comentou: "Mariah estava à frente de todos nós, e o tempo é agora". Mike Waas, do Idolator, comentou que Glitter era "um disco incompreendido" e chamou de "as maiores injustiças da música pop do século XXI". Daniel Welsh, do MSN, deu um comentário positivo ao álbum e sentiu que "o brilho de Glitter ficou desvalorizado por muito tempo". Em um artigo posterior para Complex, Michael Arceneaux descreveu o álbum como "o tributo perfeito dos anos 80", assim como Dee Lockett, da Vulture, o descreveu como "inegavelmente à frente de seu tempo, apesar de ser uma homenagem à discoteca".
Em 2017, Everett Brothers da Billboard classificaram "Lead the Way" como a segunda música mais subestimada da discografia de Carey, enquanto "There for Me", uma faixa lado B do single "Never Too Far/Hero Medley" em 2001, foi escolhida como a terceira melhor música nesta avaliação. Brothers argumenta que "Lead the Way" mostra o "desempenho vocal mais forte de Carey nos anos 2000". Rich Juzwiak, de Gawker, classificou "Loverboy" como o décimo oitavo melhor single da carreira de Carey. Num artigo de 2014 no sítio MySpace, Steven J. Horowitz elogiou uma versão remix de "Loverboy", que foi incluída no alinhamento de Glitter, afirmando que "Mariah invocou os anos 80 e relativamente o tocou como pano de fundo para saciar versos de quente-agoras e amigos de longa data". Ele colocou esta versão no décimo primeiro lugar na classificação de todos os remixes de Carey, enquanto Mark Graham, do VH1, listou esse remix como a trigésima melhor música de seu catálogo.
Em novembro de 2018, o álbum tornou-se objeto de uma campanha dos fãs de Carey, como parte do lançamento de seu décimo quinto álbum de estúdio, Caution. Promovida nas mídias sociais com a hashtag #JusticeForGlitter, a campanha resultou no álbum alcançando o número um nas paradas de álbuns do iTunes em vários países, incluindo os Estados Unidos, e as dez primeiras posições em vários países do mundo. A própria Carey reconheceu e elogiou a campanha por meio de mídias sociais e entrevistas e, com isto, acabou adicionando uma mistura de músicas do álbum em sua Caution World Tour, como agradecimento aos fãs. Em maio de 2020, o álbum se tornou disponível em todas as plataformas digitais e de streaming globais.

## Alinhamento de faixas
| N.º            | Título                                                                 | Compositor(es)                               | Produtor(es)                   | Duração |  |
| 1.             | "Loverboy (Remix)" (com Da Brat, Ludacris, Shawnna, e Twenty II)       | Mariah Carey, Larry Blackmon, Thomas Jenkins | Carey, Clark Kent              | 4:30    |  |
| 2.             | "Lead the Way"                                                         | Carey, Walter Afanasieff                     | Carey, Afanasieff              | 3:53    |  |
| 3.             | "If We" (com Ja Rule e Nate Dogg)                                      | Carey, Ernesto Shaw                          | Carey, Jimmy Jam e Terry Lewis | 4:20    |  |
| 4.             | "Didn't Mean to Turn You On"                                           | Carey, Harris, Lewis                         | Carey, Jam, Lewis              | 4:54    |  |
| 5.             | "Don't Stop (Funkin' 4 Jamaica)" (com Mystikal)                        | Carey, Tom Browne, Shaw, Calvin Broadus      | Carey, DJ Clue                 | 3:37    |  |
| 6.             | "All My Life"                                                          | Carey, Rick James                            | Carey, Clue                    | 5:09    |  |
| 7.             | "Reflections (Care Enough)"                                            | Carey, Pierre Philippe                       | Carey, Jam, Lewis              | 3:20    |  |
| 8.             | "Last Night a DJ Saved My Life" (com Busta Rhymes, Fabolous e DJ Clue) | Carey, Michael Cleveland                     | Carey, Clue                    | 6:43    |  |
| 9.             | "Want You" (com Eric Benét)                                            | Carey, Rodney Jerkins                        | Carey, Darkchild               | 4:43    |  |
| 10.            | "Never Too Far"                                                        | Carey, Harris, Lewis                         | Carey, Jam, Lewis              | 4:21    |  |
| 11.            | "Twister"                                                              | Carey, James "Big Jim" Wright                | Carey, Jam, Lewis              | 2:26    |  |
| 12.            | "Loverboy" (com Cameo)                                                 | Carey, Blackmon, Jenkins                     | Carey, Kent                    | 3:49    |  |
| Duração total: | Duração total:                                                         | Duração total:                               | Duração total:                 | 51:45   |  |

## Créditos
Créditos adaptados da página on-line Allmusic e do encarte do álbum.
| - Mariah Carey – arranjos, composição, produção executiva, produção, arranjos vocais, vocal, voz de fundo - Walter Afanasieff – composição - Jeffrey Atkins – composição - Eric Benét – vocal - Larry Blackmon – composição - Elliott Blakey – assistente - Lee Blaske – instrumento de cordas - Busta Rhymes – vocal - Cameo – vocal - Michael Cleveland – composição - Da Brat – composição, vocal - Damizza – produção - DJ Clue – composição, produção, voz de fundo - Fabolous – vocal - Tony Gonzales – assistente - Kevin Guarnieri – assitente de engenharia, edição digital - Nathaniel Hale – composição - Fernando Harkless – flauta - James Harris – composição - Michael Herring – guitarra - Howard Hersh – composição - Steve Hodge – engenheiro, mixagem - Ja Rule – vocal - Jimmy Jam – arranjos, produtor executivo, produtor, assitente de produção - Rick James – composição - Thomas Jenkins – composição - John Kennedy – violino - Clark Kent – produtor - Anthony Kilhoffer – assistente | - Terry Lewis – arranjos, composição, produtor executivo, produção, assistente de produção - Bryan Loren – teclado - Trey Lorenz – voz de fundo - Ludacris – composição, vocal - Bob Ludwig – masterização - Brenda Mickens – violino - Mystikal – vocal - Jon Nettlesbey – assistente - Pete Novak – assistente - Tim Olmstead – assistente - Derek Organ – bateria - Pierre Philippe – composição - Alice Preves – violino - Alexander Richbourg – programação de bateria - David Rideau – engenheiro - Torrel Ruffin – guitarra - Leslie Shank – violino - Shawnna – composição - Pitnarry Shin – violoncelo - Ryan Smith – assistente - Toni Smith – composição - Xavier Smith – assistente, assistente de engenharia, mixagem - Jason Stasium – assistente - Tamas Strasser – violino - Mary Ann Tatum – voz de fundo - James "Big Jim" Wright – composição - Bradley Yost – assistant, assistente de engenharia, mixagem - Damion Young – composição |

## Desempenho nas tabelas musicais
| Tabela musical (2001)                             | Melhor posição |
| ------------------------------------------------- | -------------- |
| Alemanha - German Albums Chart                    | 7              |
| Austrália - Australian Albums Chart               | 13             |
| Áustria - Austrian Albums Chart                   | 14             |
| Bélgica - Belgian Flandres Albums Chart           | 10             |
| Bélgica - Belgian Wallonia Albums Chart           | 11             |
| Canadá - Canadian Albums Chart                    | 4              |
| Dinamarca - Danish Albums Chart                   | 12             |
| Estados Unidos - Billboard 200                    | 7              |
| Estados Unidos - Billboard Top R&B/Hip-Hop Albums | 6              |
| Estados Unidos - Billboard Top Soundtracks        | 1              |
| França - French Albums Chart                      | 5              |
| Países Baixos - Dutch Albums Chart                | 12             |
| Itália - Italian Albums Chart                     | 5              |
| Japão - Japanese Albums Chart                     | 1              |
| Nova Zelândia - New Zealand Albums Chart          | 11             |
| Noruega - Norwegian Albums Chart                  | 11             |
| Reino Unido - UK Albums Chart                     | 10             |
| Suécia - Swedish Albums Chart                     | 30             |
| Suíça - Swiss Albums Chart                        | 7              |

| País                  | Certificação |
| --------------------- | ------------ |
| Estados Unidos (RIAA) | Platina      |
| França (SNEP)         | Platina      |
| Suécia (GLF)          | Platina      |

## Histórico de lançamento
| Região         | Data                   | Formato(s) | Gravadora(s) | Ref.    |
| -------------- | ---------------------- | ---------- | ------------ | ------- |
| Japão          | 18 de agosto de 2001   | CD         | Sony Japan   | [ 100 ] |
| Austrália      | 1 de setembro de 2001  | CD         | EMI          | [ 101 ] |
| Reino Unido    | 10 de setembro de 2001 | CD         | Virgin       | [ 102 ] |
| Estados Unidos | 11 de setembro de 2001 | CD         | Virgin       | [ 103 ] |
| Vários         | 22 de maio de 2020     | Streaming  | Virgin       | [ 98 ]  |